# Самонтана (Фиренца)
Самонтана је насеље у Италији у округу Фиренца, региону Тоскана.
Према процени из 2011. у насељу је живело 12 становника. Насеље се налази на надморској висини од 79 м.